# Airaphilus paganettii
Airaphilus paganettii is een keversoort uit de familie spitshalskevers (Silvanidae). De wetenschappelijke naam van de soort werd in 1918 gepubliceerd door Jan Obenberger.